# Muraenesox bagio
Muraenesox bagio är en fiskart som först beskrevs av Hamilton 1822.  Muraenesox bagio ingår i släktet Muraenesox och familjen Muraenesocidae. Inga underarter finns listade i Catalogue of Life.